# Марк Емилий Павел (консул 302 пр.н.е.)
Вижте пояснителната страница за други личности с името Марк Емилий Павел.
Марк Емилий Павел (на латински: Marcus Aemilius Paullus) e политик на Римската република. Той е баща на Марк Емилий Павел (консул 255 пр.н.е.).
През 302 пр.н.е. Павел е консул с колега Марк Ливий Дентер. През 301 пр.н.е. той е magister equitum на новоизбрания диктатор Марк Валерий Корв. Те потушават бунт на марсите и побеждават етруските при Руселе.